# Pokrajina Oristano
Pokrajina Oristano (italijansko provincia di Oristano; sardsko provìntzia de Aristanis) je pokrajina v avtonomni deželi Sardinija v Italiji. Njeno glavno mesto je mesto Oristano. Ima površino 3040 kvadratnih kilometrov, skupno število prebivalcev 160.746 (2016) in gostoto prebivalstva 53,7 ljudi na kvadratni kilometer. V pokrajini je 87 občin (comune).
Na severu meji na pokrajino Sassari, na vzhodu na pokrajino Nuoro, na jugu na pokrajino Južna Sardinija, na zahodu pa jo obliva Sardinsko morje.

## Zgodovina
Pokrajina Oristano je najmanjša na Sardiniji in je nastala iz delov pokrajin Cagliari in Nuoro. Zavzema približno enako območje kot Giudicato iz Arboree visokega srednjega veka. Meji na Nuoro, Cagliari in Sardinsko morje. Velik del obale province je del zaliva Oristano, ozemlje v pokrajini pa je večinoma ravno in nekaj močvirja. Pokrajina vključuje Santa Giusta (comune) in Tharros (nekdanje mesto), ki izvirata iz obdobja vladavine Kartažanske republike na tem območju.
Mesto Arborea je ustanovil fašistični režim Benita Mussolinija kot Mussolinia kot eksperimentalno mesto, za katerega so preselili kmete iz Emilije-Romanje in Benečije. Reka Tirso teče skozi pokrajino Oristano iz pokrajine Nuoro, njeno ustje pa je v zalivu Oristano. Temo je edina druga reka, ki teče skozi pokrajino. Mesto Bosa s srednjeveškimi utrdbami je ob reki. Pokrajina Oristano je bila ustanovljena leta 1975 in je turizem večinoma ni prizadel.

### Tarros
V 8. stoletju pr. n. št. so Feničani ustanovili mesto Tharros, ki je zraslo na ruševinah nuraškega naselja. Mesto se je v kratkem razvilo, kot pričajo ostanki velikega tofeta, značilnega feničanskega svetišča na odprtem. Ko se je njihova kultura prilagodila rimskim osvajalcem, so tod zrasli templji posvečeni rimskim bogovom in nato tudi krščanska svetišča in seveda terme. Pozneje je Tharros postalo glavno mesto države Arborea (900 - 1420), glavnega Sardinskega srednjeveškega kraljestva (giudicati). Toda leta 1070 je bila prestolnica premeščena v Oristano in prebivalstvo je bilo množično preseljeno. Celo stavbe so bile dobesedno prenesene na novo lokacijo. Še danes se uporablja ljudski rek, po katerem izseljenci "prevažajo kamne iz Tarrosa z volovsko vprego", to je, jemljejo s seboj, kar premorejo.

## Večje občine
Pokrajina ima skupaj 87 občin (comune), med katerimi so največje:
| Občina                   | Štev. prebivalcev |
| ------------------------ | ----------------- |
| Oristano/Aristànis       | 31.671            |
| Terralba/Terràba         | 10.201            |
| Cabras/Cràbas            | 9165              |
| Bosa                     | 8026              |
| Marrubiu/Marrùbiu        | 4816              |
| Santa Giusta/Santa Jùsta | 4875              |
| Ghilarza/Ilàrtzi         | 4615              |
| Mogoro/Mòguru            | 4128              |
| Arborea                  | 3900              |
| Samugheo                 | 3019              |

## Naravne zanimivosti
Monte Arci je osamljen vrh v pokrajini, ki doseže 812 metrov nadmorske višine. Je vulkanskega izvora, na njegovih pobočjih pa so bogata ležišča obsidijana, kar je v daljni preteklosti predstavljalo veliko bogastvo. Obsidijan ali vulkansko steklo je bil najprimernejši material za izdelavo rezil in ostrih konic orožja in orodja, zato je bila Sardinija znana po vsem antičnem svetu. Zgodovinarji smatrajo, da so prav ležišča obsidijana privedla do prvih trgovskih stikov otoka z ostalimi kulturami v Sredozemlju.
Glavna zavarovana področja v pokrajini so:
- Krajinski park Sinis - Montiferru (Parco del Sinis - Montiferru)
- Krajinski park Monte Arci (Parco del Monte Arci)
- Morski rezervat Penisola del Sinis - Isola Mal di Ventre (Area naturale marina protetta Penisola del Sinis - Isola Mal di Ventre)

## Znamenitosti
- Cornus, s Cuglierijem
- Ipogeo di San Salvatore
- Nuragi Losa, blizu Abbasanta
- Muraguada, blizu Bauladu
- Tharros, blizu Cabrasa
- Santa Cristina, blizu Paulilatina
- Laconi, kip menhirjev v muzeju
- Corte Noa, galerijski grob, menhirji

- Staro mestno jedro Bosa z gradom
- Santa Cristina (svetišče vodnjaka)
- Ostanki Tharrosa
- Nuragi Losa